# Zaphne divisa
Zaphne divisa är en tvåvingeart som först beskrevs av Johann Wilhelm Meigen 1826.  Zaphne divisa ingår i släktet Zaphne och familjen blomsterflugor. Arten är reproducerande i Sverige. Inga underarter finns listade i Catalogue of Life.